# Przekroczenie indeksu
Przekroczenie indeksu (ang. subscript out of bounds) – błąd programistyczny występujący w przypadku próby uzyskania dostępu do nieistniejącego elementu tablicy. Najczęściej w przypadku numerowania elementów n-elementowej tabeli od zera występuje błędne odwołania do elementu n.

## Przykład
Wynikiem tej linii:
int aKilkaLiczb[5];
będzie utworzenie tablicy o indeksach 0-4.
Nie można uzyskać dostępu do elementu 5, gdyż on nie istnieje.
aKilkaLiczb[5] = 6; // BŁĄD!